# Kyösti Haataja
Kyösti Haataja (* 19. Februar 1881 in Oulu; † 10. August 1956 in Helsinki) war ein finnischer Politiker der Nationalen Sammlungspartei.
Haataja war von 1917 an zunächst für die Finnische Partei, die nach der Unabhängigkeit Finnlands in die monarchistisch geprägte Nationale Sammlungspartei überging, Abgeordneter im finnischen Parlament. Im selben Jahr wurde er auch Leiter der finnischen Landvermessungsverwaltung. Dieses Amt behielt er bis 1929, Parlamentsabgeordneter blieb er bis 1930. Von 1926 bis 1932 war er Vorsitzender der Nationalen Sammlungspartei. An der Universität Helsinki war er 1930 bis 1948 Professor für Handelsrecht.
Verheiratet war er seit 1919 mit Alli Sofia Avela.